# Orquestra Sinfônica da Polícia Militar do Paraná
A Banda Sinfônica da Polícia Militar do Paraná, informalmente denominada Banda de Música, é uma instituição de representação da corporação, declarada patrimônio histórico, artístico e cultural do Estado do Paraná,[carece de fontes?] que está subordinada à Ajudância Geral do Estado Maior da PMPR.

## História
A Banda de Música da Polícia Militar do Paraná foi oficialmente criada pela Lei n° 30, de 12 de março de 1857, mas efetivamente se constituiu em 7 de setembro de 1861, ao realizar sua primeira apresentação pública. Seu primeiro Maestro foi o músico Bento Antônio de Menezes; o qual permaneceu na função por vinte e três anos. Por ocasião da visita do Imperador Dom Pedro II a Curitiba[carece de fontes?] em 1880, a banda participou de praticamente de todas as solenidades; incluindo-se o baile em honra ao SS.MM. Cita o Imperador em seu diário da viagem:

### Primeiros músicos
| Função              | Nome completo                         | Nascimento | Naturalidade                     |
| ------------------- | ------------------------------------- | ---------- | -------------------------------- |
| Maestro             | Bento Antonio de Meneses              | 1830       | Paranaguá                        |
| 2° Sargento         | Eulâmpio Rodrigues de Oliveira Vianna | 1843       | Paranaguá                        |
| Cabo de Esquadra    | Bernardo Antonio Marques              | 1835       | Antonina                         |
| Cabo de Esquadra    | Guilherme Joaquim Rodrigues           | -          |                                  |
| Soldado             | Leandro José Pereira                  | 1837       | Paranaguá                        |
| Soldado             | Joaquim Antonio d'Amaral              | -          |                                  |
| Soldado             | Joaquim Antonio de Oliveira           | -          |                                  |
| Soldado             | Prudente José do Nascimento           | 1839       | São Paulo - SP                   |
| Soldado             | Antonio José de Almeida Bicudo        | 1836       | Jundiaí - SP                     |
| Soldado             | Manoel Antonio Fabrício               | 1834       | Morretes                         |
| Soldado             | Manoel do Nascimento e Silva          | 1844       | Curitiba                         |
| Soldado             | Francisco Alves Pereira Martins       | 1837       | Iguape - SP                      |
| Soldado             | Joaquim Antonio Gonçalves             | 1841       | Vila do Príncipe (Lapa)          |
| Soldado             | Manoel Fernandes dos Santos           | 1844       | Antonina                         |
| Soldado             | Américo dos Santos Moraes             | 1847       | Antonina                         |
| Soldado             | Manoel Ephigenio dos Santos           | 1847       | Tindiquera (Araucária)           |
| Aprendiz de Corneta | Antonio Roberto                       | 1844       | Curitiba                         |
| Civil               | Clarimundo José da Silva              | 1843       | Paranaguá                        |
| Civil               | Irineu Francisco Correia              | 1849       | Ambrósios (São José dos Pinhais) |
| Civil               | Joaquim Antonio da Veiga              | 1847       | Guaratuba                        |
| Civil               | Alexandre José de Almeida Garret      | 1844       | Curitiba                         |

### Primeiros instrumentos musicais
Em 8 de junho de 1857 foi despendido o valor de 1.252$112 (um Conto e duzentos e cinquenta e dois mil Réis e cento e doze Réis) para a compra de vinte um instrumentos musicais.[carece de fontes?]
| - 01 Árvore de Campainhas - 04 Clarinetas de 10 chaves - 01 Clarineta de 13 chaves | - 01 Flautim - 02 Pistões - 04 Saxofones | - 02 Tambores - 02 Oficleide - 01 Bumbo | - 01 Caixa de rufo - 01 Par de pratos - 01 Triângulo |

Também foram adquiridos três bocais e três portes (alças em couro para suporte); bem como dez peças musicais, cinco escalas para instrumentos e três compêndios.
| Banda de Música da Polícia Militar do Paraná em 1868. Fotografias de João de Almeida Barbosa. |

Por problemas financeiros a banda foi dissolvida em 1883,[carece de fontes?] voltando a ser reativada em 03 de Setembro de 1891. Ao ser criado o Batalhão de Guardas em 1952, a banda foi incorporada ao seu efetivo. Em 1975 foi transferida para a Academia Policial Militar do Guatupê (APMG), readquirindo autonomia na década de oitenta.

### Primeira apresentação
A primeira apresentação da Banda de Música deu-se em 7 de setembro de 1861, data comemorativa da Independência do Brasil.
Programação do Aniversário da Independência do Império em 1861.[carece de fontes?]
- Ao romper da alvorada os sinos da Igreja Matriz dobraram, e, subsequentemente, a Banda de Música da Companhia de Força Policial tocou o Hino Nacional em frente ao Palácio do Governo, enquanto o 3° Regimento de Artilharia disparou uma salva de vinte e um tiros.
- Ao meio dia deu-se o Te-Deum, com a presença do Presidente da Província e demais autoridades.

Cerimonial:
1. Os principais funcionários reuniram-se em frente ao Palácio do Governo à espera do Presidente da Província;
2. O Presidente da Província chegou e seguiu escoltado pelos comandantes do Corpo Policial e do Esquadrão de Cavalaria do Corpo Fixo; sendo seguido pelos Presidentes da Assembleia Legislativa e da Câmara Municipal, e pelos Inspetores do Tesouro Provincial e da Tesouraria Geral;
3. A Companhia de Força Policial e a Banda de Música prestaram continência, e o cortejo seguiu pela Rua das Flores até a Rua Ypiranga (Avenida Marechal Floriano), em direção ao Largo da Matriz (Praça Tiradentes);
4. Logo após a saída do Presidente, a Companhia e a Banda partiram em passo acelerado pela Travessa da Matriz (Rua Monsenhor Celso) e postaram-se perante a Igreja Matriz, para voltarem a receber o cortejo;
4. Perante a Igreja Matriz o vigário fez a bênção do Presidente e das demais autoridades presentes;
5. O cortejo se retirou e a Companhia Policial e a Banda fizeram o caminho inverso, retornando ao Palácio;
6. No Palácio o cortejo foi recebido com fogos de artifício. O Presidente se dirigiu a uma sala onde havia uma pintura em tamanho natural do Imperador D. Pedro II, engalonado por dosséis. Sentou-se do lado esquerdo dessa pintura e passou a receber as felicitações pelo Aniversário da Independência. A seguir foi servido um banquete às autoridades.
- À noite foi realizado o Baile do Aniversário da Independência. A recepção foi feita com melodias executadas pela Banda de Música. O início do baile se deu pela execução do Hino Nacional. E ao final do hino o Presidente se dirigiu à janela do Palácio e bradou:

| “ | Viva Sua Majestade, o Imperador! | ” |

Ao que o povo respondeu:
| “ | Viva! Viva a Família Imperial! Viva a Nação Brasileira! Viva! | ” |

- Entre às 22:00 h e 23:00 h foi servido um chá;
- Às 02:00 h da madrugada foi servido uma ceia, onde foi feito um brinde ao Imperador. Após a ceia encerrou-se as festividades.

Paralelamente às comemorações foi servido almoço e jantar especial aos indigentes e presos na Cadeia Pública; sendo alguns dos presos anistiados e libertados.

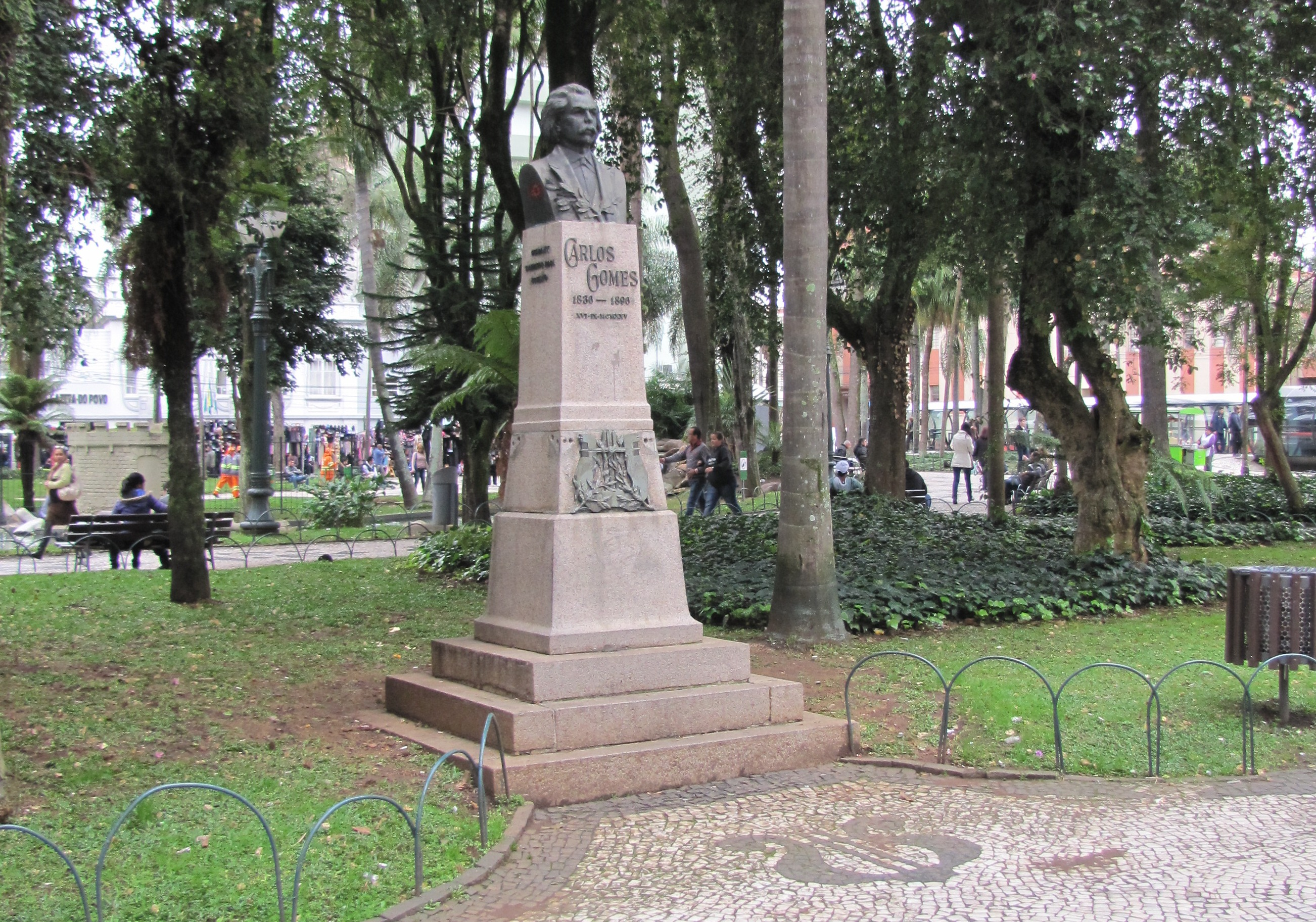
Herma de Carlos Gomes. Obra de João Turin.

### HermadeCarlos Gomes
Em 1917 a Banda da Força Militar iniciou uma campanha para a construção de uma herma em homenagem ao grande músico brasileiro, Carlos Gomes. Foi então criada uma comissão constituída por Gabriel Ribeiro, presidente; Octávio Secundino, secretário; Attilio D'Alo (maestro antecessor), tesoureiro; Arthur Santos, orador; e Romualdo Suriani, diretor artístico. Em 11 de Julho realizou o primeiro concerto no Teatro Guaíra, com objetivo de angariar fundos para a obra. A campanha durou longos oito anos até que em 26 de Janeiro de 1925 o monumento foi oficialmente inaugurado na Praça Carlos Gomes, área central de Curitiba. Em agradecimento, a filha de Carlos Gomes, Ítala Gomes Vaz de Carvalho, presenteou Romualdo Suriani com algumas partituras de 1890 e alguns rascunhos da ópera Condor.[carece de fontes?]

### Revolução de 1930
Com a vitória da Revolução de 1930 a Força Militar do Estado do Paraná foi enviada à Capital Federal, Rio de Janeiro; retornando a Curitiba em 11 de Novembro. Entretanto a Banda de Música permaneceu na Capital e em 03 de Novembro tocou na posse de novo governo.
No dia 15 de Novembro participou do desfile cívico-militar, compondo o Batalhão Patriótico Voluntários do Paraná.
Em 19 de Novembro realizou uma apresentação pública no Cemitério São João Batista, em homenagem a João Pessoa. Em 20 de Novembro apresentou-se no Jardim da Glória.
E em 26 de Novembro apresentou-se no Teatro Municipal do Rio de Janeiro, executando a "plotofonia" de O Guarani, de Carlos Gomes.
Todas as apresentações foram executadas de cor, sem o uso de partituras.[carece de fontes?]

## Maestros da Banda PMPR
- Maestro Bento Antonio de Menezes (1857 - 1875)
- Maestro Clarimundo José da Silva (1875 - 1883)

Por problemas financeiros ocasionados pela Guerra do Paraguai, a banda foi dissolvida em 1883;[carece de fontes?] sendo somente reativada após a Proclamação da República, em 03 de Setembro de 1891.

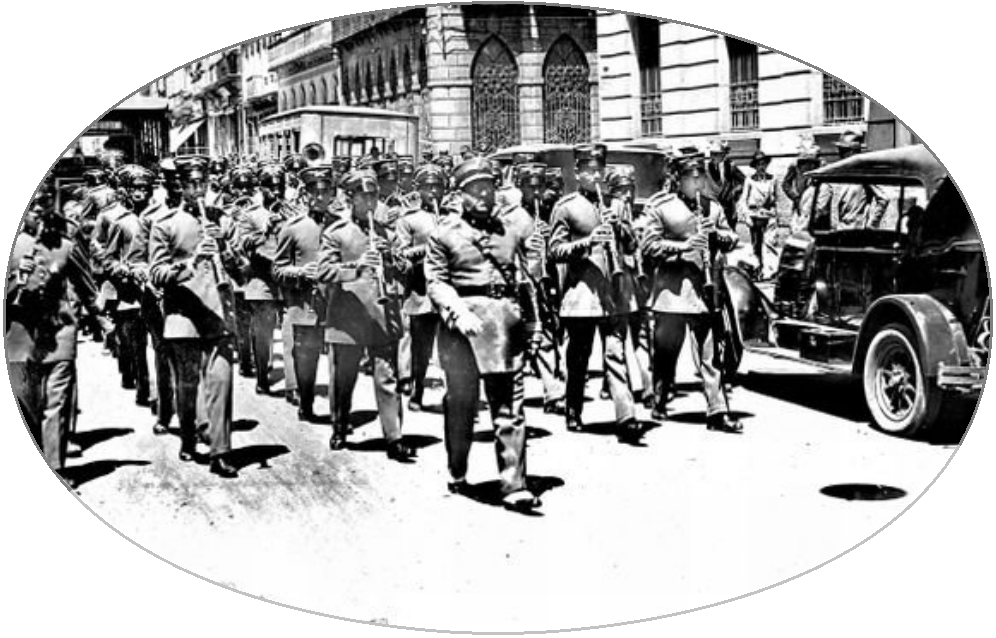
Desfile da banda sob a regência do maestro Romualdo Suriani, década de 1920.

- Maestro Vicente D’Aló (1892 - 1913)
- Capitão Romualdo Suriani (1913 - 1942)
- Coronel Angelo Antonello (1942 - 1960)
- Capitão Acyr Benedito Tedeschi (1960 - 1976)
- Capitão Izidoro Rossi (1976 - 1980)
- Capitão Isaac Otávio da Silva (1980 - 1991)
- 1° Tenente Antônio Manoel Alves (1991 - 1992)
- 1° Tenente Eliazar Moreira dos Santos (1992 - 1994)
- 1° Tenente Maximiano Pereira da Silva (1994 - 2000)
- Capitão Paulo Kühn (2000 - 2007)
- Capitão Roberval Gomes Barbosa (2007 - 2009)
- Capitão Paulo França dos Santos (2009 - 2011)
- Capitão Arilson Cesar Lecheta (2011- 2015)
- Capitão Josué de Souza (2015 -2016)
- Capitão Eliel Fonseca de Souza (2016 - 2018)
- Capitão José Galdino Silva Filho (2018 - )

## Árvore de Campainhas

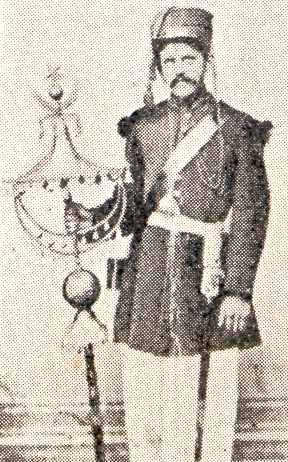
Árvore de campainhas da PMPR.

No período do Império as árvores de campainhas eram estandartes representativos das bandas militares. Com possível origem na China, eram usadas pelos Janízaros do Império Otomano desde o século XIV. No século XVIII chegaram à Europa como troféu de guerra dos exércitos austríacos e poloneses; sendo usadas exclusivamente por tropas que combatiam a pé.
As árvores de Campainhas foram adotadas em Portugal no início do século XIX, e em seguida pelo Brasil. Compunham-se basicamente de um suporte cônico adornado com pingentes e símbolos orientais; fixo a uma haste com mola e uma esfera lastrada, para intensificar o tilintar das campainhas. Com a República elas foram substituídas por hastes com liras e teclado central, no qual o portador dava acompanhamento à música.

## Corneta-Mor
O "General" da Banda
- Embora o Maestro fosse classificado como oficial, fora da regencia tinha pouca ou nenhuma autoridade sobre o efetivo. Quem respondia pela banda perante o comando da tropa, era o Corneta-Mor.[nota 1] Os músicos eram militares comissionados,[nota 2] profissionais especialmente contratados por suas habilidades específicas, tal qual o médico, o veterinário, etc., e não possuíam as mesmas prerrogativas do efetivo fixo; e embora estivessem classificados por postos e graduações para efeito de remuneração, não possuíam ascendência sobre os combatentes.[nota 3] Os cornetas (corneteiros) eram os únicos considerados verdadeiros militares, pois acompanhavam a tropa em combate, compartilhando dos mesmos perigos. Mesmo que uma unidade não possuísse banda de música, não podia prescindir de corneteiros.
- Era o Corneta-Mor quem exercia a função de "carrasco" da unidade; sendo ele quem aplicava os castigos corporais[nota 4] antes destes serem proibidos pela Lei nº 2.556, de 26 de setembro de 1874. Geralmente a banda tocava durante a aplicação desses castigos para aplacar os gritos ou gemidos dos sentenciados.
- Quando o uso da barba e das longas costeletas passou a ser proibido nas forças armadas brasileiras, o Corneta-Mor manteve o cavanhaque (privilégio de oficial).

### Uniformes históricos
|      |      |      |      |      |      |      |
| 1861 | 1899 | 1913 | 1951 | 1967 | 2001 | 2001 |

## Bandas deUnidade

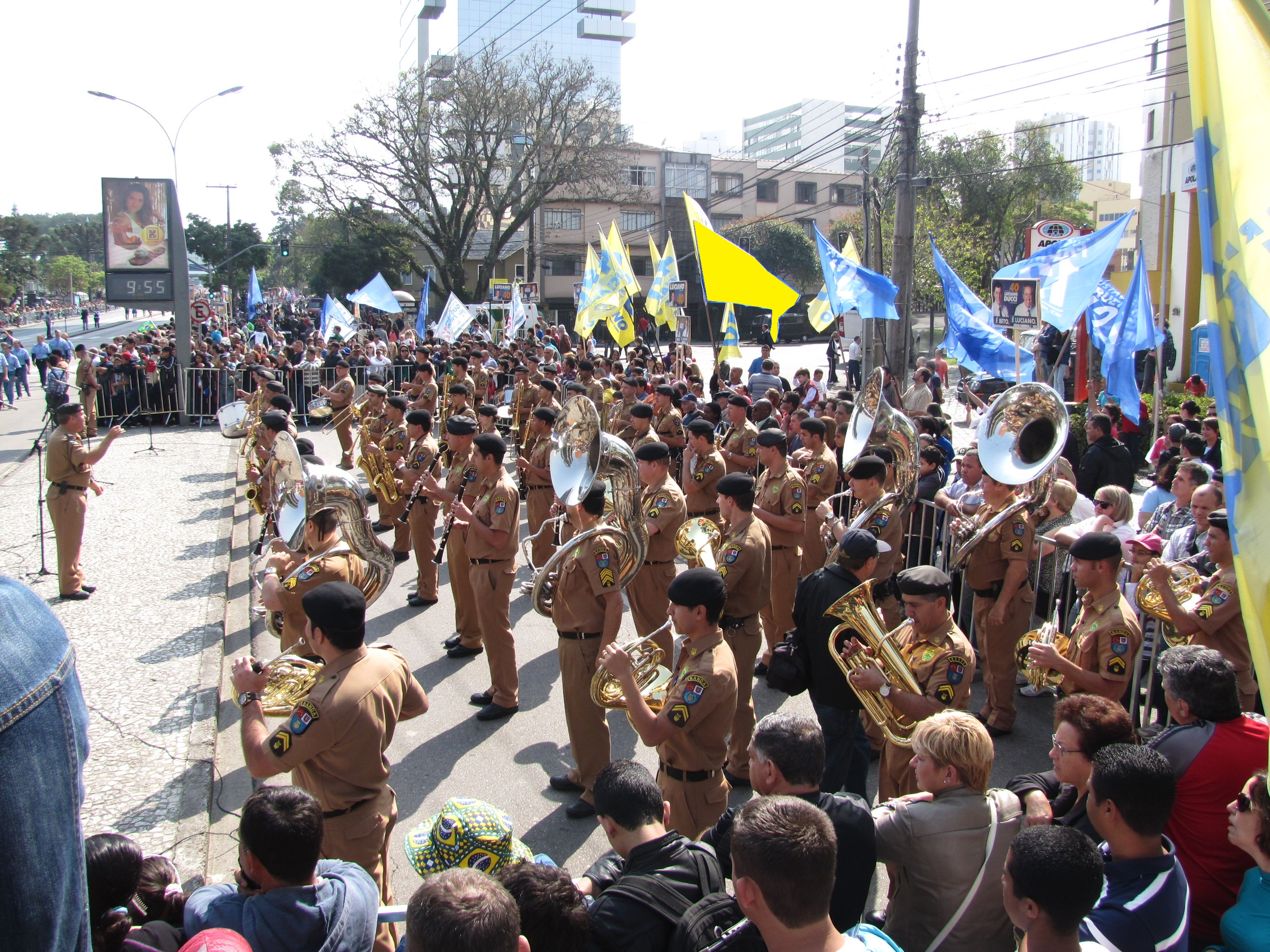
Banda de Música nas comemorações do Dia da Independência do Brasil - 2012.

Muitas unidades também possuíram suas próprias bandas, cuja história ainda está por ser escrita:
- 1968 - Banda do 2° Batalhão de Polícia Militar (Jacarezinho);
- 1972 - Banda do 5° Batalhão de Polícia Militar (Londrina).
- O 4° BPM (Maringá), o 6° BPM (Cascavel), o 7° BPM (Cruzeiro do Oeste), o 9° BPM (Paranaguá) e o 15° BPM (Rolândia) também possuíram bandas.

Em 1977, a Inspetoria Geral das Polícias Militares (IGPM) determinou que as Polícias Militares possuíssem apenas uma banda de música em toda corporação, e que fossem extintas as bandas das Unidades.[carece de fontes?]

### Banda de Clarins da Polícia Montada
Por tradição, ao contrário da infantaria que usa cornetas, a "voz" da cavalaria é o clarin. A Banda de Clarins do Regimento de Polícia Montada da PMPR foi oficialmente organizada em 1947, no comando do Coronel Luiz José dos Santos. Seu primeiro chefe foi o Tenente Victor Gonçalves dos Santos; integrada por seis soldados músicos.[carece de fontes?]

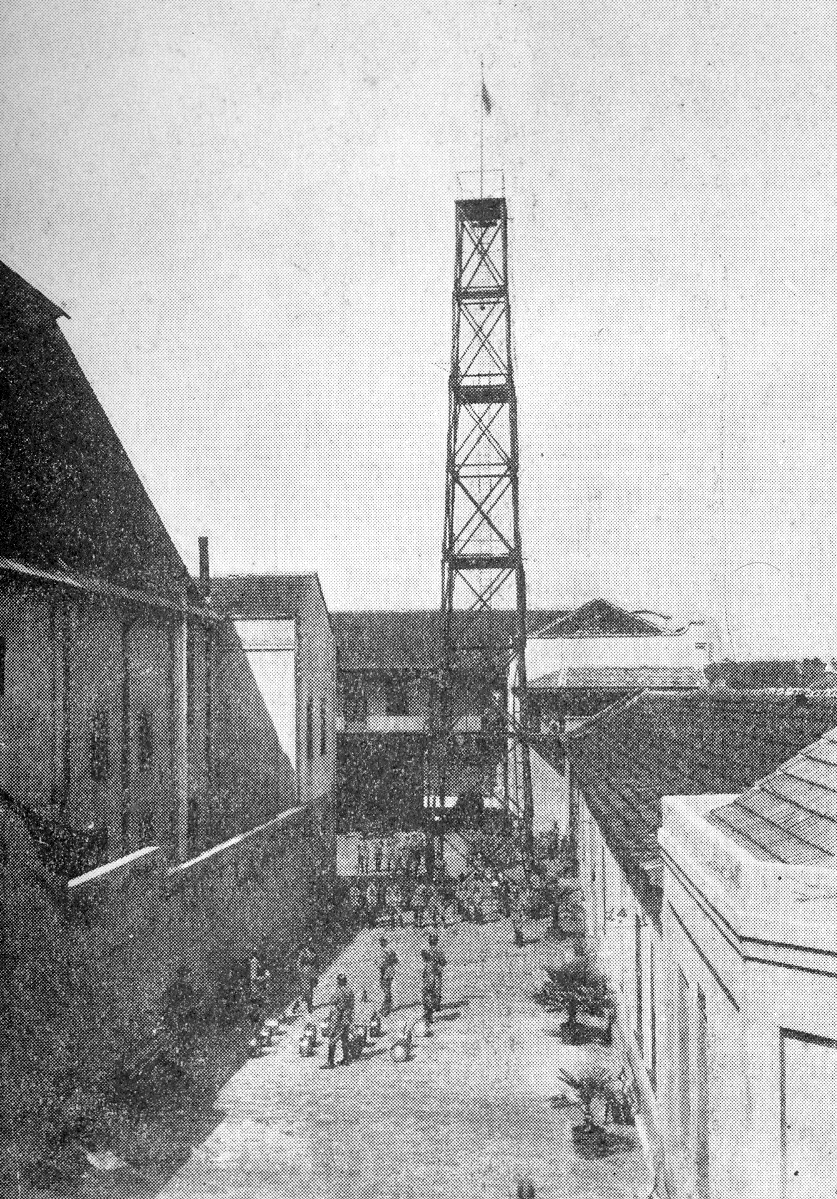
Fanfarra do Corpo de Bombeiros.

### Banda doCorpo de Bombeiros
O Corpo de Bombeiros possuía fanfarra desde sua criação. Entretanto a banda do CCB somente foi ativada em 1950; realizando sua primeira apresentação na Praça Carlos Gomes, em 3 de fevereiro. A partir de agosto de 1951 ela passou à condição de adida à Banda da PM; sendo com o passar do tempo, absorvida. Em julho de 1962 ela foi reorganizada pelo Maestro Fernando Alves, tendo gravado o Hino do Paraná e a Marcha de Curitiba para distribuição nas escolas; posteriormente, foi novamente incorporada à da PM. Na década de 1980 foi reativada pelo Maestro, Sargento Maximiano Pereira da Silva, e está atualmente adida à da PM.
- Depoimento do Sargento Braz Jorge da Luz aos 83 anos de idade:[2]

Os 470 toques de corneta precisavam ser decorados para informar corretamente a tropa sobre todos os comandos necessários, mas ele garante que a aprendizagem foi rápida e tranquila.
| “ | Todos os bombeiros precisavam conhecê-los e esta já era uma exigência na seleção para o ingresso. Lembro até hoje do mais difícil: o da guarnição de salvamento (subir no quinto andar do prédio incendiado – salvar o oficial de dia que está em perigo). | ” |

Outro toque bastante interessante (relembra ele) era o de cachaça, autorizado pelo comandante em noites muito frias, depois que a tropa voltava de um incêndio com o uniforme molhado. Os bombeiros recebiam um pequeno copo de cachaça com mel para aquecer o corpo.
Em 1983 foram adquiridas quatro gaitas de fole, que então passaram a fazer parte dos instrumentos das bandas da polícia militar e corpo de bombeiros.

### Banda doColégio da Polícia Militar do Paraná
A Banda de Música do Colégio da Polícia Militar do Paraná (CPM) foi criada no ano de 1976 na categoria de fanfarra simples, e desde então vem atendendo à comunidade com as suas apresentações, que vão desde Dia das Mães até festas natalinas.
A banda tem como principal objetivo desenvolver no aluno o interesse pela arte musical, promovendo o cultivo da arte e, principalmente, manter acesa a chama do civismo entre os alunos. Para fazer parte da banda o aluno não necessita ter conhecimentos musicais, basta somente ter disponibilidade de tempo para as aulas teóricas e práticas, as  quais variam de acordo com o instrumento musical que o aluno optar. Todos os ensaios são realizados nas instalações do próprio colégio.
Em 1990 a banda passou a ser chamada de Banda Marcial.
Em 1992 passou à categoria de Banda Musical.
Atualmente, em 2010, ela é formada por um efetivo de aproximadamente sessenta alunos, dos quais a maioria são do próprio colégio.
Alguns méritos conquistados:
- 1981 - Campeã Nacional;
- 1982 - Bicampeã Estadual;
- 1983 - Tricampeã Estadual;
- 1984 - Tetracampeã Estadual;
- 1985 - Pentacampeã Estadual;
- 1986 - Hexacampeã Estadual;
- 1995 - Heptacampeã Estadual;

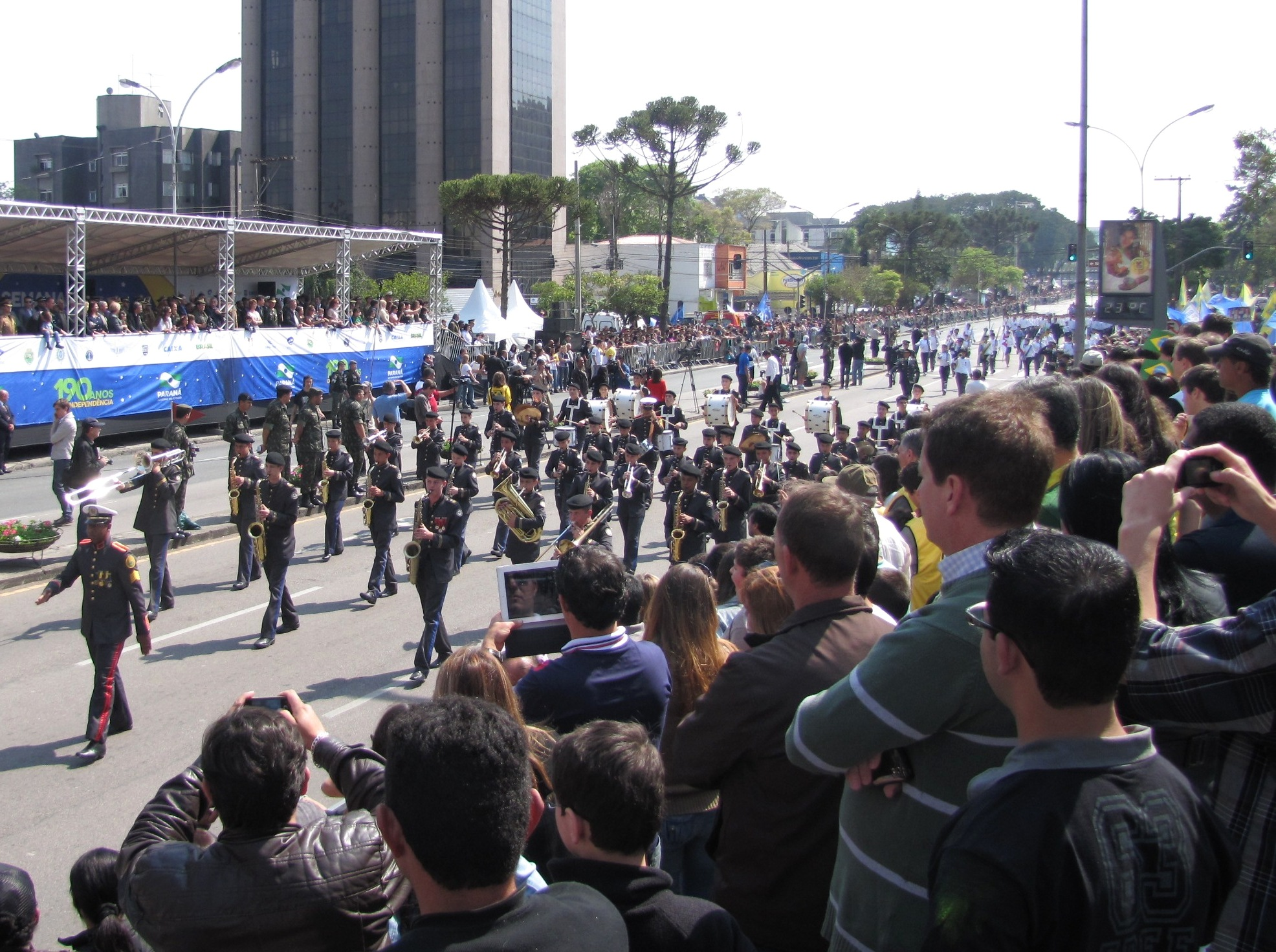
Banda do CPM, regida pelo 2º Sargento Elizeu da Silva.

- 2012 - 1º lugar de banda musical de concerto na categoria infanto-juvenil.[3]